# Golfe de Tolo
Pour les articles homonymes, voir Tolo.
Le golfe de Tolo est situé en Indonésie, dans la partie occidentale de la mer de Banda. Il est formé par les péninsules orientale et sud-est de l'île de Célèbes.